# Championnats d'Europe de cyclisme sur route 2015
Navigation
Édition précédente Édition suivante
Les championnats d'Europe de cyclisme sur route 2015 ont lieu du 6 au 9 août 2015 à Tartu, en Estonie. La course en ligne masculine des espoirs fait partie de l'UCI Coupe des Nations U23 2015.

## Compétitions
| Jeudi 6 août - 9 h 15 Femmes - moins de 23 ans, 18,4 km - 9 h 30 Femmes - Juniors, 14,4 km Vendredi 7 août - 14 h 00 Hommes - moins de 23 ans, 31,5 km - 14 h 00 Hommes - Juniors, 18,4 km | Samedi 8 août - 8 h 30 Femmes - Juniors, 74,4 km - 8 h 30 Femmes - moins de 23 ans, 124 km Dimanche 9 août - 14 h 15 Hommes - Juniors, 124 km - 13 h 00 Hommes - moins de 23 ans, 161,2 km |

## Résultats

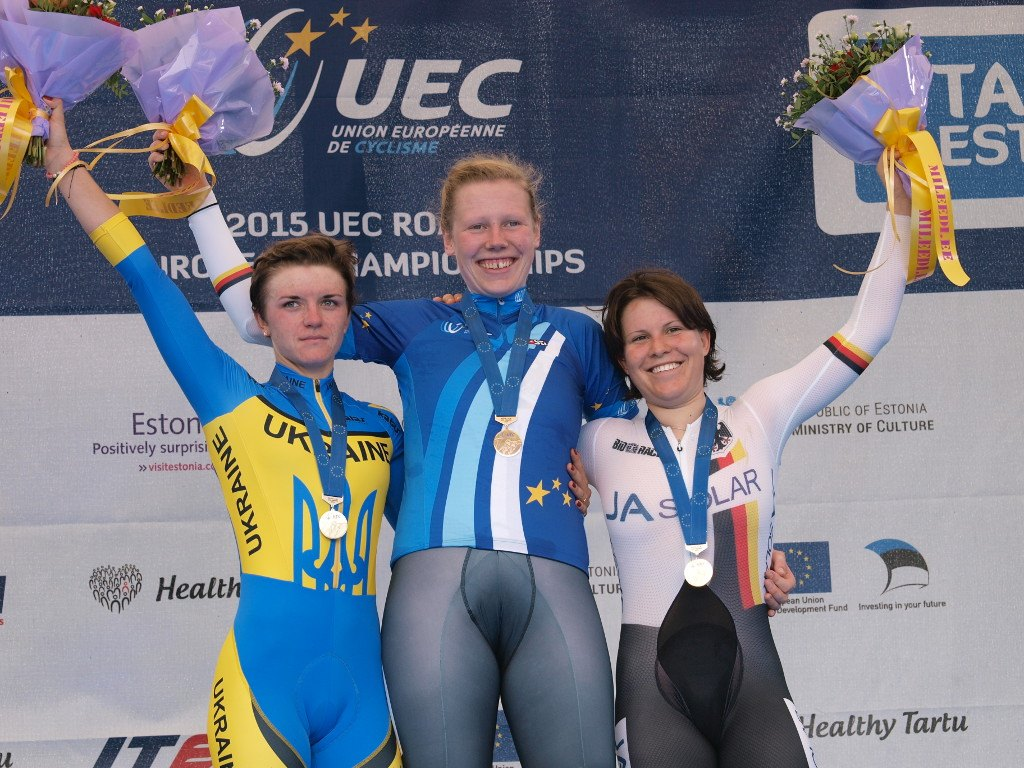
Podium du contre-la-montre espoirs féminin.

| Compétitions             | Or                   | Argent             | Bronze                |
| Hommes - moins de 23 ans |                      |                    |                       |
| Course en ligne          | Erik Baška           | Mamyr Stash        | Davide Martinelli     |
| Contre-la-montre         | Steven Lammertink    | Marlen Zmorka      | Maximilian Schachmann |
| Hommes - Juniors         |                      |                    |                       |
| Course en ligne          | Alan Banaszek        | Stan Dewulf        | Dennis van der Horst  |
| Contre-la-montre         | Nikolai Ilichev      | Tobias Foss        | Max Singer            |
| Femmes - moins de 23 ans |                      |                    |                       |
| Course en ligne          | Katarzyna Niewiadoma | Ilaria Sanguineti  | Thalita de Jong       |
| Contre-la-montre         | Mieke Kröger         | Olga Shekel        | Corinna Lechner       |
| Femmes - Juniors         |                      |                    |                       |
| Course en ligne          | Nadia Quagliotto     | Rachele Barbieri   | Karina Kasenova       |
| Contre-la-montre         | Agnieszka Skalniak   | Kseniia Tcymbaliuk | Yara Kastelijn        |

## Tableau des médailles
| Rang  | Nation    | Or | Argent | Bronze | Total |
| ----- | --------- | -- | ------ | ------ | ----- |
| 1     | Pologne   | 3  | 0      | 0      | 3     |
| 2     | Italie    | 1  | 2      | 1      | 4     |
| 3     | Russie    | 1  | 2      | 1      | 4     |
| 4     | Allemagne | 1  | 0      | 3      | 4     |
| 4     | Pays-Bas  | 1  | 0      | 3      | 4     |
| 6     | Slovaquie | 1  | 0      | 0      | 1     |
| 7     | Ukraine   | 0  | 2      | 0      | 2     |
| 8     | Belgique  | 0  | 1      | 0      | 1     |
| 8     | Norvège   | 0  | 1      | 0      | 1     |
| Total | Total     | 8  | 8      | 8      | 24    |